# Wentworth Miller
Wentworth Earl Miller III (Chipping Norton, 2. lipnja 1972.) američki je televizijski glumac.

## Počeci i karijera
Miller je rođen u Velikoj Britaniji, odgojen u Brooklynu, New York i diplomirao je na sveučilištu Princeton. 
Svoju karijeru započinje radeći s druge strane kamere. Nakon što je diplomirao na prestižnom sveučilištu s diplomom iz engleske književnosti, Miller je krenuo put Los Angelesa u proljeće 1995. kako bi radio u maloj produkcijskoj kompaniji specijaliziranoj za filmove na televiziji. No, ubrzo mu se ostvarila želja iz djetinjstva, ona da nastupi i ispred kamere.
Uskoro, dobio je gostujuće uloge u popularnim serijama, uključujući: "Buffy, ubojica vampira", "Hitna služba" i "Cure u trendu". Također je glumio u Hallmarkovoj mini seriji "Dinotopia".
Potom, uslijedile su uloge u filmovima. Prvi na redu je bio "The Human Stain", film Roberta Bentona u kojem su glavne uloge imali Anthony Hopkins i Nicole Kidman. Miller je u tom filmu igrao ulogu Hopkinsa iz mlađih dana.
Nakon gostujućih uloga u dvije popularne serije i nakon snimanja filma "Underworld", Miller se priključio pilotu serije "Zakon braće" (Prison Break), serije koja je odmah privukla veliki broj gledatelja pred TV ekrane. Zbog uloge u seriji, Miller je 2006. bio nominiran za Zlatni Globus u kategoriji "najbolji glumac u TV seriji".
U računalnoj igri Prison Break: The Conspiracy iz 2010. pojavio se u liku Michaela Scofielda iz "Zakona braće".

## Uloge

### Filmovi
- "Romeo i Julija" kao Paris (2000.)
- "Room 302" kao server #1 (2001.)
- "The Human Stain" kao Coleman Silk (2003.)
- "Underworld" kao doktor Adam Lockwood (2003.)
- "The Confession" kao zatvorenik/Tom (2005.)
- "Stealth" kao EDI (2005.)
- "Blood Creek" kao njemački vojnik (2005.)
- "Resident Evil: Drugi svijet" kao Chris Redfield (2010.)
- "The Mourning Portrait" kao fotograf (2011.)
- "The Loft" kao Luke Seacord (2014.)
- "2 Hours 2 Vegas" kao čovjek u autu na reliju (2015.)

### Serije
- "Buffy, ubojica vampira" (Buffy, the Vampire Slayer) kao Gage Petronzi (1998.)
- "Time Of Your Life" kao Nelson (1999. – 2000.)
- "Cure u trendu" (Popular) kao Adam Rothschild Ryan (2000.)
- "Hitna služba" (ER) kao Mike Palmieri (2000.)
- "Dinotopia" kao David Scott (2002.)
- "Dodir s neba" (Joan of Arcadia) kao Ryan Hunter (2005.)
- "Zakon braće" (Prison Break) kao Michael "Mike" Scofield (2005. – 2009., 2017.)
- "Šaptačica duhovima" (Ghost Whisperer) kao Paul Adams (2005.)
- "Obiteljski čovjek" (Family Guy) kao Jock (2009.)
- "Zakon braće: Posljednji bijeg" (Prison Break: The Final Break) kao Michael "Mike" Scofield (2009.)
- "Zakon i red: Odjel za žrtve" (Law & Order: Special Victims Unit) kao detektiv Nate Kendall (2009.)
- "Dr. House" (House) kao Benjamin Byrd (2011.)
- "Young Justice" kao Slade Wilson (2013.)
- "The Flash" kao Leonard Snart (2014. – 2019.)
- "Superhero Fight Club" kao Leonard Snart (2015.)
- "Legends of Tomorrow" kao Leonard Snart (2016. – 2018., 2021.)
- "Madam Secretary" kao senator Mark Hanson (2019.)
- "Zakon i red: Odjel za žrtve" (Law & Order: Special Victims Unit) kao Isaiah Holmes (2019. – 2021.)
- "Batwoman" kao Leonard (2019.)

## Zanimljivosti
- Miller je 2013. godine potvrdio da je gej pismom upućenom organizatorima Međunarodnog filmskog festivala u Sankt-Peterburgu u kojem je kritizirao odnos ruske vlade prema LGBT populaciji.
- Afričkog je, jamajkanskog, engleskog, njemačkog i židovskog podrijetla s očeve strane, dok je ruskog, francuskog, nizozemskog, sirijskog i libanonskog podrijetla s majčine strane.
- Majka mu je Joy Marie (Palm), nastavnica za posebno obrazovanje, a otac, Wentworth Earl Miller II, odvjetnik koji je diplomirao na Yaleu.
- Ima dvije mlađe sestre, Gillian i Leigh. Gillian je odvjetnica, a Leigh je na studiju prava.
- Alergičan je na mačke i pse, kao i na određenu hranu.
- Tetovaže koje ima njegov lik, Michael, u seriji "Zakon braće", prave se četiri sata.
- Bio je na audiciji za ulogu Supermana (Clarka Kenta).